# Ya Dunya
Ya Dunya is het tweede album van de band NO blues uit 2007. Net als hun eerste album Farewell Shalabiye bestaat de muziek uit een vermenging van traditioneel Amerikaanse (folkblues) en traditioneel Arabische elementen. De vermenging is subtieler dan op hun eerdere album, en vaker wordt gekozen voor een nummer met Arabische basis.
Op een bijgeleverde bonus-CD staan naast twee nummers van NO blues ook nummers van soloprojecten van elk van de drie leden van de band.
Naast de drie vaste leden spelen op het album Osama Maleegi (percussie), Ankie Keultjes (zang), Eric van de Lest (drums) en Tracy Bonham (viool, zang) mee.

## Nummers
1. Longa shahnaaz (2:29) (trad.)
2. Rageen rambling (4:00)
3. Ya dunya (3:43)
4. Kim's dream (3:50)
5. Hardened world (3:40)
6. Black cadillac (3:44)
7. Shurooq (2:44)
8. Last train to Haifa (4:39)
9. NO reggae (2:53)
10. Hard killing floor (4:24)
11. Kim's dream II (1:38)

### Bonus CD
1. Black cadillac - NO blues (3:45)
2. High acres - The Watchman (4:48)
3. A place forgotten by time - Haytham Safia (3:35)
4. Rock my boat - Hills (2:10)
5. Farewell Shalabiye - NO blues (3:43)